# The Killing Fields
The Killing Fields (bra: Os Gritos do Silêncio; prt: Terra Sangrenta) é um filme britânico de 1984, do gênero drama de guerra, dirigido por Roland Joffé. O roteiro foi escrito por Bruce Robinson, a produção é de David Puttnam, a trilha sonora de Mike Oldfield e a fotografia de Chris Menges.
O filme relata a história real da amizade do jornalista estadunidense Sydney Schanberg, correspondente do New York Times no Camboja, com seu guia e tradutor local, Dith Pran, homem fluente em inglês e francês - algo com potencial de torna-lo alvo do violento regime do regime comunista que ali se instala. A burocracia local não impede que Schanberg consiga escapar facilmente do Khmer Vermelho, mas, apesar dos esforços conjuntos, Pran não tem a mesma sorte. Precisando sobreviver por anos em matas minadas sob fome e perseguição até conseguir tornar-se refugiado na Tailândia, tem sua luta reportada internacionalmente por Schanberg, a lidar com sentimento de culpa por ter escapado sem o amigo. Eventualmente, eles se reencontram no campo de refugiados. Pran radica-se nos Estados Unidos, onde cunha o termo "Campos de Matança" (tradução do título original em inglês do filme) para descrever do que escapou.
Haing S. Ngor, que interpretou Pran no filme, era ele próprio refugiado cambojano tal como Pran. Médico de profissão, obteve a estatueta de melhor ator coadjuvante nas cerimônias do Oscar 1985. Tornou-se o primeiro asiático e budista contemplado com o Oscar, e o segundo e último ator amador reconhecido com o prêmio - o outro fora William Wyler, em 1946.
Em 2021, a Europa Filmes lançou no Brasil o filme em edição limitada e definitiva do filme em blu-ray em parceria com a Versátil Home Vídeo.

## Sinopse
A visão de Sydney Schanberg (Sam Waterston), um jornalista americano, sobre a Guerra Civil do Camboja e a amizade feita com Dith Pran (Haing S. Ngor), intérprete cambojano e jornalista local. São mostradas as trágicas consequências, principalmente as ações do Khmer Vermelho. Com a cobertura da tomada de Phnom Penh, Schanberg ganha o prêmio Pulitzer e retorna para o Oriente procurando o amigo, que separou-se dele em razão da guerra.

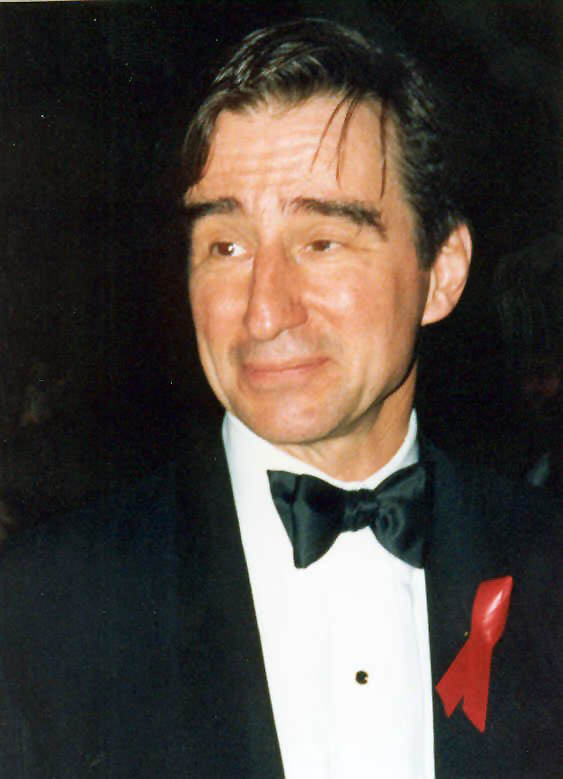
Sam Waterston

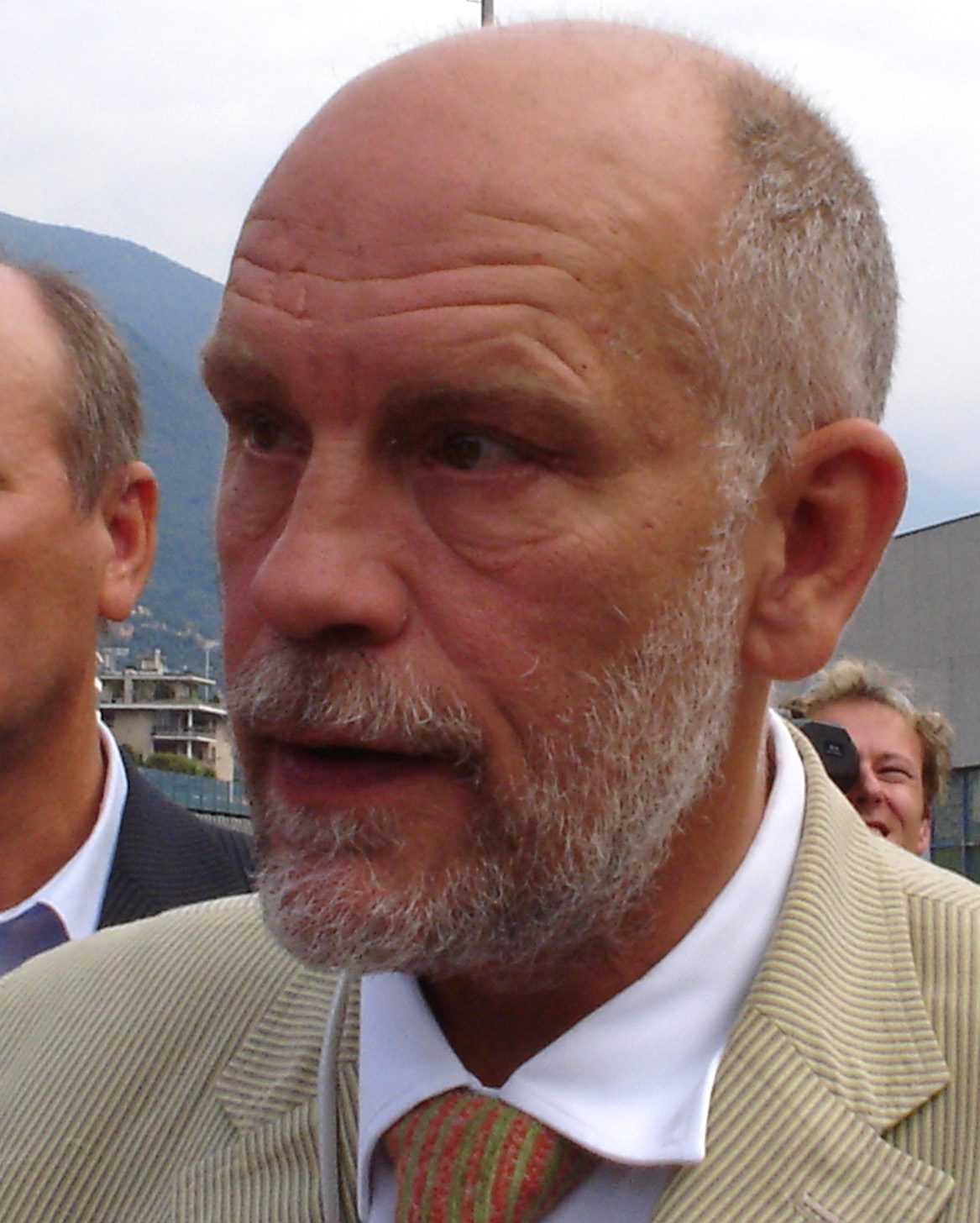
John Malkovich

## Elenco
- Sam Waterston .... Sydney Schanberg
- Haing S. Ngor .... Dith Pran
- John Malkovich .... Al Rockoff
- Julian Sands .... Jon Swain
- Craig T. Nelson .... militar
- Spalding Gray .... cônsul americano
- Bill Paterson .... dr. MacEntire
- Athol Fugard .... dr. Sundesval
- Graham Kennedy .... Dougal
- Edward Entero Chey .... Sarun

## Recepção
The Killing Fields detém uma avaliação de 93% no agregador de críticas Rotten Tomatoes, com base em 40 resenhas de publicações, com o consenso; "Artisticamente composto, atuado com força e alimentado por uma mistura poderosa de raiva e empatia, The Killing Fields é um triunfo que definiu a carreira do diretor Roland Joffé e uma obra-prima do cinema americano."

## Principais prêmios e indicações
Oscar 1985 (EUA)
- Venceu nas categorias de melhor ator coadjuvante (Haing S. Ngor), melhor fotografia e melhor edição.
- Indicado nas categorias de melhor filme, melhor diretor, melhor ator (Sam Waterston) e melhor roteiro adaptado.

Globo de Ouro 1985 (EUA)
- Venceu na categoria de melhor ator coadjuvante (Haing S. Ngor).
- Indicado nas categorias de melhor filme - drama, melhor diretor, melhor ator - drama (Sam Waterston), melhor trilha sonora e melhor roteiro.

BAFTA 1985 (Reino Unido)
- Venceu nas categorias de melhor filme, melhor ator (Haing S. Ngor), melhor roteiro adaptado, melhor fotografia, melhor edição, melhor som, melhor desenho de produção e melhor revelação (Haing S. Ngor).
- Indicado nas categorias de melhor diretor, melhor ator (Sam Waterston), melhor maquiagem, melhor trilha sonora e melhores efeitos especiais.

Prêmio César 1986 (França)
- Indicado na categoria de melhor filme estrangeiro.

Prêmio David 1985 (Itália)
- Venceu na categoria de melhor produtor estrangeiro.

Academia Japonesa de Cinema 1986 (Japão)
- Indicado na categoria de melhor filme estrangeiro.